# События в Комотини

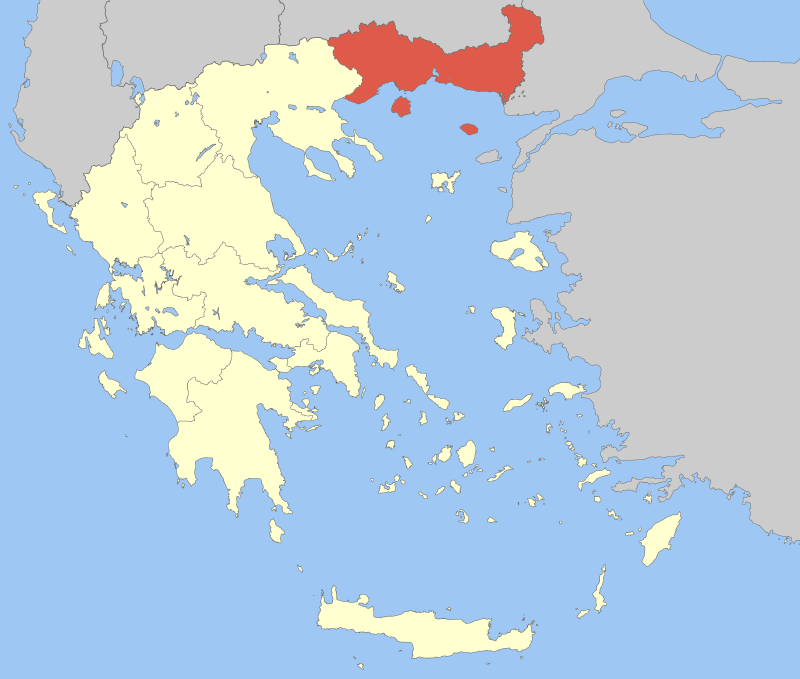
Выделенная красным цветом область Восточная Македония и Фракия с административным центром Комотини

События в Комотини (тур. Gümülcine olayları) на северо-востоке Греции 29 января 1990 года упоминаются как конфликт между христианским населением города (православные греки) и греческими гражданами из «мусульманского меньшинства», согласно их официального статуса.
События произошли после осуждения Верховным судом Греции и кратковременного заключения местного политика Ахмета Садика (Sadik Achmet), за нелигитимное использование в ходе предвыборной борьбы в Парламент Греции термина «турецкое меньшинство», вместо закреплённого Лозаннским мирным договором 1923 года статуса и термина «мусульманское меньшинство».
Непосредственно сами события в большей степени были вызваны не осуждением Садика, а убийством мусульманином грека пациента в местной больнице. События не были отмечены убийством или ранением ни одного мусульманина (турка)
Турция со своими механизмами в Западной Фракии, замалчивая факт убийства невинного человека, сконцентрировала свои усилия на последовавшихе эпизодах, которые турецкая пресса именовала «погромом»[нужна атрибуция мнения].

## Предыстория
Лозаннский договор 1923 года, положил конец десятилетнему (1912—1922) военному противостоянию Греции с Османской империей/Кемалистской Турцией. Греческая армия оставила как Малую Азию так и Восточную Фракию. При этом турецкая делегация выторговала, находившиеся под контролем Греции, острова Имврос и Тенедос, «для обеспечения безопасности проливов», гарантируя самоуправление их греческому населению. (Последнее было попрано и после гонений 50-х годов на островах почти не осталось греческого населения)

### Греко-турецкий обмен населением
Турецкая делегация настояла на обмене населениями.
Греческий премьер Э. Венизелос в письменном заявлении отмечал: «насильственный характер обмена населением между Грецией и Турцией, был встречен греческим правительством и делегацией с особой антипатией. Греческая делегация неоднократно заявляла, что готова отказаться от насильственного обмена, если будет разрешено беспрепятственное возвращение греческого населения. Этим обращением делегация продемонстрировала веру, что так защищается основное право каждого человека жить в стране своего происхождения и жить там со свободой. Греция, в обмен, была бы счастлива сохранить на своей территории население, против которого не желает принимать исключительные меры. К сожалению, другая сторона не захотела согласиться с этими предложениями и Конвенция о принудительном обмене должна была составлена и согласована».
И. Иненю, возглавлявший турецкую делегацию, и слышать не хотел о возвращении беженцев к своим очагам, игнорировал неоднократные предложения Венизелоса на эту тему. В силу турецкой позиции, Ф. Нансен и лорд Керзон, сочли обмен населением неизбежным. Предложение Нансена, комиссара Лиги Наций, были вынужденным решением, перед угрозой изгнания всего христианского населения из Турции, что совершилось бы в любом случае, как только союзники уйдут с этих территорий.
Критерием обмена стала религия. Существование грекоязычных мусульман (как Критские мусульмане) и тюркоязычных православных (как Караманлиды в Каппадокии) могло создать проблемы при насильственном обмене, если бы был избран другой критерий, например язык или происхождение. Выигрыш Турции заключался в том, что она обеспечивала и юридически, что никто из греков Малоазийской катастрофы не вернётся назад. При этом Турция получала религиозную однородность, в то время как Греция кроме религиозной, приобретала и расовую однородность (φυλετική ομοιογένεια). Греческое государство получало земли турок (аналогично и турецкое государство), чтобы расположить беженцев. Всё это не уменьшает трагичность события насильственного обмена, который пережили сотни тысяч человек с обеих сторон Эгейского моря

### Исключение из обмена — Западная Фракия
Венизелос и Керзон дали дипломатический бой за оставление Патриархата и греческого населения в Константинополе. Венизелос аргументировал свою позицию тем, что Греция не в состоянии принять большее число беженцев. Керзон (учитывая то, что Константинополь был ещё под контролем союзников) заявлял что без греков Константинополь потеряет своё экономическое значение. Иненю уступил, как он выразился по «гуманитарным соображениям» и «в духе примирения» (10 января 1923). Взамен он получил исключение из обмена мусульман Западной Фракии, что было его первоначальной целью. Греческое меньшинство Константинополя и мусульманское Западной Фракии рассматривались как равносильные симметричные исключения, но по выражению Й. Маврогордатоса, это были «меньшинства-заложники». Он пишет что симметрия с самого начала была поверхностной и неустойчивой.
Из обмена были исключены греки Константинополя (125 000) и островов Имврос и Тенедос (6 000), в то время как в Греции остались 110 000 мусульман Западной Фракии. Для островов Имврос и Тенедос, предусматривалось самоуправление и полиция из местного греческого населения.
В дальнейшем, воспользовавшись «золотым случаем», оккупацией Греции силами Оси (1941—1944), заигрывавшая с Гитлеровской Германией, по выражению Ф. Вебера «уклончиво нейтральная» Турция, попрала все права меньшинства в Константинополе, согласованные в Лозанне. Стамбульский погром 1955 года и аналогичные события 1964 года добили греческое меньшинство, которое сегодня насчитывает чуть больше 2 тыс. престарелых людей.
Напротив мусульманское население Западной Фракии насчитывает около 130 тысяч человек, и почти всегда в Парламент Греции избираются 1-2 представителя мусульманского меньшинства.

## Попытка манипуляции меньшинством как инструментом ревизионистской политики
В последние десятилетия турецкие правящие круги выражают недовольство результатами Лозаннского мира, начиная с географии (из последних заявлений нынешнего президента Турции: «В Лозанне мы отдали острова (на которых) если крикнуть твой голос будет там услышан. Они наши, там ещё наши мечети…», вплоть до положений договора препятствующих претензиям Турции в отношении меньшинства.
Однако более чем очевидно какая из двух сторон следует букве Договора и какая попрала его положения. В то время как греческое меньшинство Константинополя и Имвроса-Тенедоса сведено к нулю, мусульманское население Западной Фракии превышает 100 тысяч.

## Нынешнее состояние Мусульманского меньшинства Западной Фракии
Совет Европы оценивает численность проживающих в Западной Фракии турок в 50,000 в то время как неправительственная Human Rights Watch) без деталей принимает цифру 130,000
Термин 'Турецкое меньшинство' официально отвергается Грецией как не соответствующий положениям Лозаннского договора, так и реальности, которая использует вместо него термин Договора «Мусульманское меньшинство» или греческие мусульмане.
Меньшинство представленное славяноязычными помаками, турками и цыганами-мусульманами (даже группой меньшинства которая именуют себя печенегами, как пишет Арсения Наипли), первоначально состояло из трёх численно примерно равных групп. В период «холодной войны» и по настоянию НАТО Греция согласилась на расширение преподавания официального языка «союзной Турции» для отчуждения славяноязычных от языка/культуры/пропаганды «врага», каким представлялись Болгария, СССР и др. страны Варшавского договора. Сегодня этот шаг признан ошибкой, позволившей Турции усилить своё влияние в среде мусульман не-турецкого происхождения. Согласно переписи населения 1991 года, при общем населении Западной Фракии в 338 тысяч человек, мусульманское меньшинство насчитывало 98 тысяч, из коих 50 % турки, 35 % помаки, 15 % цыгане. Чуть большие цифры отмечены в переписи 2001 года, где помаками себя признали 36 000 человек, 54 тыс. человек объявили себя турками. При этом, по оценке Т. Малкидиса, до трети тех, кто назвали себя турками на самом деле являются помаками.

### Вопрос муфтиев
Начиная с Освободительной войны (1821-29) и воссоздания греческого государства (1830) Греция постепенно отвоёвывала свои исторические земли от османского ига.
Хотя греческая Реконкиста исторически не завершилась, увеличение территории греческого государства (главным образом за счёт территорий Османской империи) внесло радикальные изменения в конфессиональную картину этих территорий.
При этом, при каждом расширении греческого государства, новые (греческие) власти решали вопросы связанные с муфтиями остававшимися на территории Греции с шейх-уль-исламом в Константинополе.
Греческое государство не вмешивалось в вопросы веры, но (оплачиваемые) судебные функции которыми греческие власти наделяли муфтиев делали их служащими греческого государства. В силу этого, по истечении десятилетий и после смерти изначальных (при османах) муфтиев, новые муфтии из местных мусульман имевших соответствующие предпосылки (богословское образование и пр) назначались греческим государством.
Кратковременным (действовал всего лишь несколько месяцев) исключением стал закон Ν. 2345/1920 года который позволял избрание муфтиев голосованием верующих. Этот закон был принят почти одновременно с Севрским мирным договором, который так или иначе предполагал плебисциты населений о будущем «новых территорий».
Однако после последовавших событий и принятия соответствующих положений Лозаннского договора, в силу вновь вступила практика назначения муфтиев официальными властями.
Турецкая сторона не оспаривала эту практику более шести десятилетий, тем более что кроме положений Лозанского договора назначение муфтиев практикуется светскими властями во многих мусульманских (и не только) странах.
В 80-е годы оба престарелых муфтия в Ксанти и Комотини умерли и греческие власти назначили новых муфтиев согласно законодательству. При этом греческие власти заявили что действуют в рамках международных договоров, а также что ни в одной мусульманской стране муфтии не избираются непосредственно верующими и что судебные функции предоставленные муфтиям греческим государством делают их государственными служащими.
Турецкая дипломатия через 60 лет «настойчиво просит» вернуться к отменённому международным договором не прижившимся закону 1920 года.
Подталкиваемая турецким консульством в Комотини часть меньшинства избрала своих муфтиев, которые однако не наделены судебными функциями.
Одновременно эта часть меньшинства обратилась в Европейский суд по правам человека, поскольку греческие власти считают что избранные ими муфтии узурпируют государственные полномочия
Однако греческие власти не отступают от международных договоров.
С этого момента в Западной Фракии действуют действующие официально муфтии и не официальные муфтии избранные частью меньшинства.
При этом неофициальных муфтиев греческие власти и общество помаков Фракии и издаваемыми им газетами на языке помаков именуют «лжемуфтиями».

## Дело Ахмета Садыка
Врач Ахмет Садик был (погиб в автодорожном происшествии 24 июля 1995 года) одним из наиболее известных представителей мусульманского меньшинства Западной Фракии. В 80-е годы Садик, будучи гражданином Греции, фигурировал как протеже министра иностранных дел Турции Месута Йылмаза. Одновременно Садик связался с националистическими организациями в Турции, одна из которых, «Турецкий очаг» (Türk Ocakları), наградила его в марте 1990 года «за попытки усиления меньшинства в Западной Фракии».
Между тем и в качестве кандидата в парламент Греции, в ходе предвыборной кампании 1989 года, Садик опубликовал в своей газете («Guven») своё заявление что меньшинство является турецким (независимо от происхождения). Подобное демонстративное нарушение существующего законодательства, к тому же в ходе предвыборной кампании, вызвало вмешательство судебных властей. Садик был осуждён (25 января 1990) за нарушение общественного порядка — мира («διατάραξη κοινής ειρήνης») на 18 месяцев заключения (по факту отсидел 2 месяца, до 30 марта).
Поощряемый турецкой дипломатией Садик обратился в Европейский суд, который однако своим «соломоновым решением», «отчасти оправдал его, но не осудил Грецию».
Арсения Наипли в своей работе пишет что судьи в Страсбурге решили обойти «колючие (ακανθώδη) вопросы», которые вынесло на повестку дня дело Садика и закрыли дело ссылаясь на то, что он не исчерпал внутренние (греческие) юридические возможности (возможности правовой защиты), не желая рассматривать существо его осуждения за именование меньшинства во Фракии турецким.
На этом дело Садика было исчерпано, но между тем лицом из мусульманского меньшинства был убит православный греческий гражданин. По некоторым утверждениям убийство было вызвано сопровождающее дело Садика фанатизмом части мусульман.

## Убийство на почве фанатизма?
Жертвой фанатизма стал грек таможенник Ангелос Солакидис, пациент больницы, даже не подозревавший о накале политических страстей в связи с делом Садика.
На следующий день после осуждения Садика Солакидис был тяжело ранен ударами металлической табуреткой по голове Хасаном Али, мусульманином, пациентом той же больницы и соседом по койке, в то время как Солакидис беседовал со своей родственницей.
Почти сразу и как бы отдаляя инцидент от дела Садика, в прессе появилась информация что Хасан Али «явно/доказано шизофреник» (αποδεδειγμένα σχιζοφρενής).
Хасан Али был осуждён за умышленное убийство, впоследствии обратился в апелляционный суд, но в ожидании решения повесился в камере предварительного заключения. Деталь: Хасан Али совершил суицид в присутствии другого заключённого, которому в порыве раскаяния успел заявить «я совершил грех и должен умереть».
И опять же в прессе появилась информация что в семье Хасана Али было ещё 3 случая суицидов.
Новость убийства потрясла общественное мнение города, но усилия властей по сдерживанию эмоций на этом этапе ограничили инциденты повреждениями нескольких лавок меньшинства, владельцам которых были вручены протоколы для получения компенсаций государства.
Солакидис продержался в жизни до 21 февраля, в то время как в Комотини господствовала напряжённая атмосфера. Греческие власти, учитывая беспорядки происшедшие 29 января, во избежание инцидентов и с целью успокоить население запретили грандиозный (для этого небольшого города) похоронной процессии пройти через центральную площадь города. Власти позаботились о расходах на похороны, но в дальнейшем сироты и жена убитого не получили поддержки.
Турция со своими механизмами в Западной Фракии, замалчивая факт убийства невинного человека сконцентрировала свои усилия на беспорядках 29 января, которые турецкая пресса именовала «погромом»[нужна атрибуция мнения].

## События 29 января
На 29 января про-турецкие лидеры меньшинства запрограммировали проведение у «Старой мечети» (Эски Джами) митинг-поминание (mevlit) митинга имевшего место в тот же день 1988 года против решения Верховного суда датируемого 1982 годом.
Учитывая накалённую обстановку, полиция запретила все митинги на 29 января. Однако организаторы митинга у мечети игнорировали запрет полиции, заявляя что аналогичный митинг 29 января предыдущего года состоялся без каких либо проблем.
Опасаясь обострения обстановки и учитывая свою немногочисленность, городская полиция запросила подкрепления из соседних номов Восточной Македонии и Фракии.
29 января 1,500 мусульман («турок», согласно спорным источникам) Комотини собрались возле мечети и выкрикивали «мы турки» протестуя против решения Верховного суда 1982 года, ограничивающего использование термина «турецкий» только в частной жизни. Деталь: Эта и последующая информация исходит от неправительственной организации, со ссылкой на Верховного комиссара ООН по делам беженцев (?!), в то время как сам комиссариат здесь же заявляет что не имеет отношения к этому тексту («Disclaimer: This is not a UNHCR publication. UNHCR is not responsible for, nor does it necessarily endorse, its content. Any views expressed are solely those of the author or publisher and do not necessarily reflect those of UNHCR, the United Nations or its Member States»).
Эти же источники утверждают что события были спрвоцированы трансляцией местной радиостанцией «ошибочной новости», не уточняя однако если речь идёт (преждевременно) о смерти Столакидиса или о чём либо другом.
Турецкие источники пишут что обстоятельства сложились так, что конфликт выглядел неизбежным.
Утверждается что на рынке, где лавки/магазины греков и мусульман сосуществовали рядом, лавки греков в отличие от мусульманских («турецких») остались нетронутыми.
Согласно тем же источникам, организованные греческие банды в 50 человек сумели/успели нанести ущерб и разграбить около 400 мусульманских («турецких») лавок, а также офисы двух газет Комотини, издаваемых на турецком языке.
Согласно тем же источникам, толпа избила несколько членов мусульманской общины, включая (непризнанного властями) муфтия.
Lois Whitman (активистка прав человека) пишет что полиция не вмешивалась и тут же отмечает что 12 греков были арестованы за нападения на мусульманскую собственность.
Согласно некоторым источникам пострадали и две армянские (!) лавки.
Согласно очевидцу на которого ссылается Helsinki Watch, толпа насчитывавшая от 40 до 50 человеке бесчинствовала, разбивая витрины, избивая людей и повреждая автомобили. Он же (очевидец) заявил что видел полицейскую машину следовавшую за толпой, но не предпринимавшей никаких усилий остановить греческих националистов.
Lois Whitman упоминает о иностранных наблюдателях, не вдаваясь в подробности о их статусе и не объясняя как они оказались в зимнее время в этом не туристическом городе[нужна атрибуция мнения], которые, как пишет Lois Whitman, отметили что греческие магазины не были тронуты, поскольку выставили греческие флажки на витринах, что по их мнению позволяет предположить что беспорядки были тщательно организованы и что полиция не вмешивалась чтобы остановить толпу. При этом различные флажки, надписи и имена на разных языках являются обычной практикой для частных заведений в этом многонациональном городе.

## Впоследствии
События увеличили напряжённость в без того непростых отношениях междй Грецией и Турцией. Турецкий консул в Комотини был объявлен «persona non grata» и выдворен из страны, после того как он направил письмо греческим властям, где именовал меньшинство «наши родственники» с требованием возмещения ущерба за повреждённые лавки-магазины. Турция ответила выдворением греческого консула из Константинополя.
Турецкий источник информирует, что когда представители левой греческой партии Синасписмос, возглавляемые членом Парламента Греции Марией Даманаки,посетили разрушенные лавки в городе двумя днями после событий, они подверглись вербальным оскорблениям некоторыми греческими националистами. В ходе встречи делегации партии в муниципалитете с местными политиками, греками и мусульманами, разгневанная толпа протестовала у здания выкрикивая что Даманаки предатель(ница).
В этих условиях делегация не смогла встретиться с представителями «турецкого меньшинства» (как именует их турецкий источник) и в этих условиях покинула муниципалитет сопровождаемая полицией.
Christina Paulston пишет что в 1991 году когда «турки» (члены про-турецкого меньшинства) протестовали против увольнения греческим правительством избранного ими муфтии, напряжение вновь возросло, были ранены 13 человек и в мечеть была запущена (самодельная бомба.
Статус кво в именовании меньшинства сохраняется.
Статус меньшинства и его пребывание в Греции зиждется на международном договоре и Греция не собирается менять свою позицию в отрыве от статей Лозаннского соглашения, следуя «критике» — советам США или Европейского совета, тем более когда подобная критика публикуется неправительственными организациями якобы от Верховного комиссара Организации Объединённых Наций по делам беженцев (?!) при том что Верховный комиссариат не признаёт эту публикацию (This is not a UNHCR publication. UNHCR is not responsible for, nor does it necessarily endorse, its content. Any views expressed are solely those of the author or publisher and do not necessarily reflect those of UNHCR, the United Nations or its Member States).

## Укрепление самосознания помаков и турецкое фиаско на съезде FUEN в Комотини
События 29 января 1990 года в Комотини не принесли турецкой стороне ощутимых результатов.
Непрекращающиеся обращения про-турецкого меньшинства и Турции в европейские официальные инстанции безуспешны. В силу этого турки небезуспешно проводят работу с заинтересованными неправительственными организациями, которые из разных соображений склонны рассматривать вопрос в отрыве от положений Лозаннских соглашений.
К тому же эти организации, сознательно или нет, игнорировали меньшинства помаков и цыган — до «турецкого Ватерло 2015 года» как его именует помакская газета «Загалица».
Оценив что работа с неправительственными организациями даёт реззультаты, турецкая сторона после двух лет подготовки получила право организовать в Комотини 14 мая 2015 года ежегодный съезд Федеративного Союза Европейских Наций (Federal Union of European Nationalities — FUEN), куда между тем вступили две протурецкие организации, не имея при этом там никаких оппонентов.
Причём организаторы съезда «совершенно случайно» назначили дату съезда на 14 мая, день освобождения Комотини греческой армией в пост-османский период в 1920 году, ожидая что греческие празднования вызовут у участников съезда отрицательные ассоциации.
Намерения проведения съезда организации, которая безоговорочно приняла информацию/взгляды про-турецкого меньшинства, да ещё в день освобождения города от турок, вызвали протесты греческого населения.
Но будучи демократической европейской страной, которая в отличие от Турции сохранила определённое ей Договором меньшинство, Греция не препятствовала проведению съезда в Комотини, хотя цели организаторов были очевидны.
Турецкая сторона ожидала большую дипломатическую победу на европейском уровне и представления/доказательства «турецкой идентичности» меньшинства в самой греческой Фракии.
Однако её ожидания не просто не сбылись, но напротив обернулись в фиаско.
В момент когда один из организаторов съезда, Ахмет Мете, провозглашал с трибуны что (да) в греческой Фракии есть помаки, но «помак это турок», «трое храбрых», как их именовала греческая пресса (Имам Ахмет — председатель «Всегреческого союза помаков», Кемаль Фарзли — председатель «Центра помакских исследований» и Мустафа Шериф- корреспондент газеты «Загалица» разнесли эту «расистского и националистического» толка турецкую пропаганду, заявляя что во Фракии нет никаких помаков-турок, есть только помаки, которые не хотят чтобы их именовали турками.
Для большинства непосвящённых участников съезда, представлявших более 30 меньшинств Европы, это неизвестная для них информация стала откровением.
Попытка грубой фальсификации идентитета половины местного населения обернулась для турецкой стороны фиаско, или как писала помакская газета «Загалица» стала Ватерло для про-турецких политиков и турецкой дипломатии. Никакого обвинения политики Греции не последовало. Напротив, на съезде раскрылась «расистская и националистическая» суть турецкой политики в Западной Фракии, рассматривающей мусульманское меньшинство как инструмент в долгосрочных геополитических целях Турции.